# Geogamasus arcus
Geogamasus arcus är en spindeldjursart som beskrevs av Wolfgang Karg 1976. Geogamasus arcus ingår i släktet Geogamasus och familjen Ologamasidae. Inga underarter finns listade i Catalogue of Life.